# Internationale Cricket-Saison 1979
Die internationale Cricket-Saison 1979 fand zwischen Mai 1979 und September 1979 statt. Als Sommersaison wurden vorwiegend Heimspiele der Mannschaften aus Europa ausgetragen.

## Überblick

### Internationale Touren
| Beginn        | Heimteam | Auswärtsteam | Resultate | Artikel |
| Beginn        | Heimteam | Auswärtsteam | Test      | Artikel |
| ------------- | -------- | ------------ | --------- | ------- |
| 12. Juli 1979 | England  | Indien       | 1–0 [4]   | Artikel |

### Internationale Turniere
| Beginn       | Turnier                | Land    |
| ------------ | ---------------------- | ------- |
| 9. Juni 1979 | Cricket World Cup 1979 | England |

### Internationale Touren (Frauen)
| Beginn       | Heimteam | Auswärtsteam | Resultate | Resultate | Artikel |
| Beginn       | Heimteam | Auswärtsteam | WTest     | WODI      | Artikel |
| ------------ | -------- | ------------ | --------- | --------- | ------- |
| 6. Juni 1979 | England  | West Indies  | 2–0 [3]   | 1–1 [3]   | Artikel |

## Nationale Meisterschaften
Aufgeführt sind die nationalen Meisterschaften der Full Member des ICC.
| Land    | First-Class                | List A            |
| ------- | -------------------------- | ----------------- |
| England | County Championship 1979   | Gillette Cup 1979 |
|         | John Player League 1979    |                   |
|         | Benson and Hedges Cup 1979 |                   |